# Süpercan
Süpercan è un videogame freeware di tipo avventura dinamica, pubblicato nel 2011 per piattaforma Windows, scritto da Sobee Studios.